# Clemens-August von Droste zu Hülshoff
Clemens-August Freiherr Droste zu Hülshoff (* 2. Februar 1793 in Coesfeld; † 13. August 1832 in Wiesbaden) war ein Professor für Rechtsphilosophie, Kirchenrecht und Kriminalrecht sowie Rektor der Universität Bonn.

## Leben

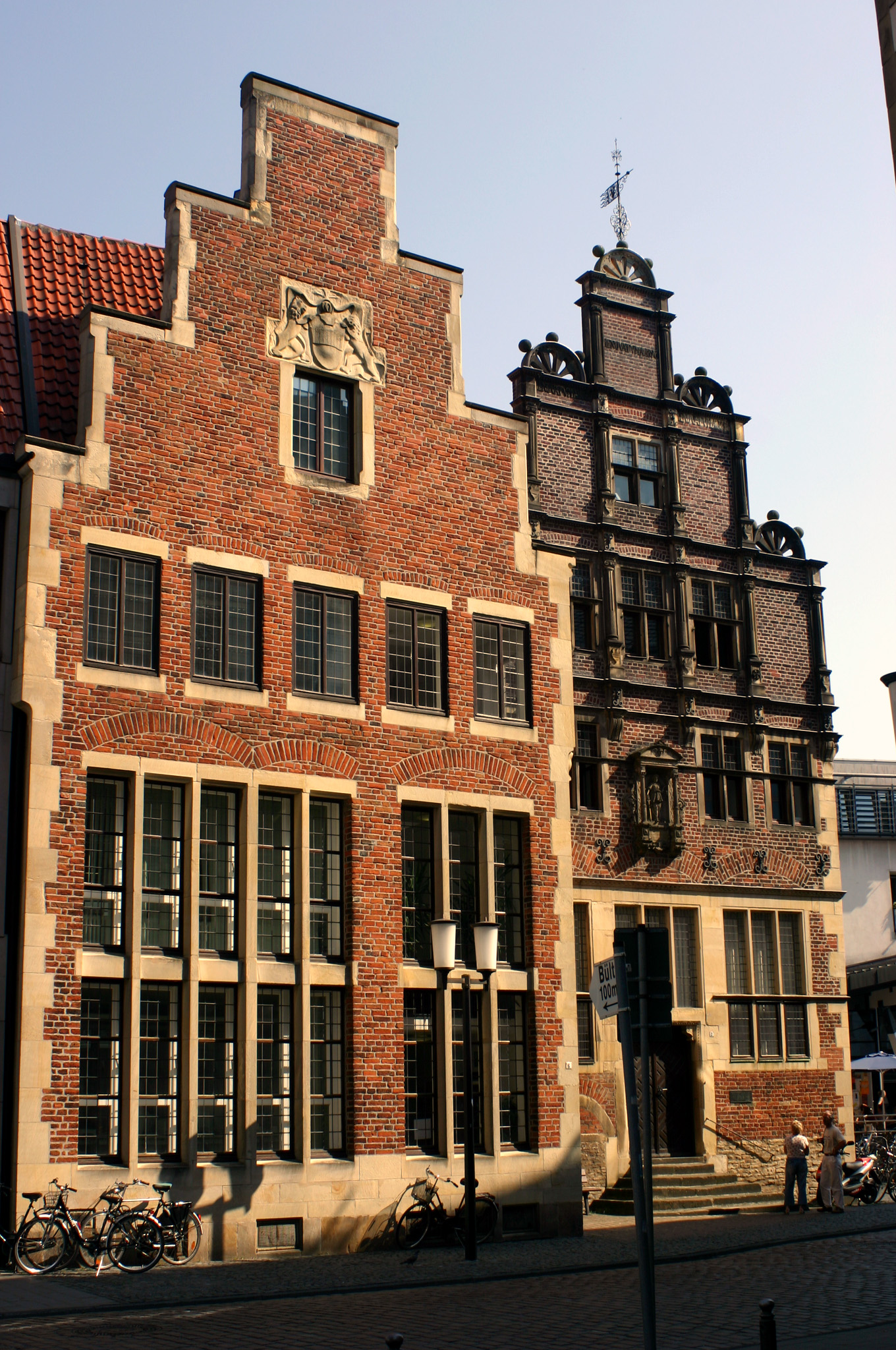
Münster (Westfalen), Hülshoff'scher Hof links neben dem Krameramtshaus, 1810–1817 Wohnsitz von Clemens August

Clemens-August (III.) von Droste zu Hülshoff, nicht zu verwechseln mit seinem Onkel Clemens-August II. von Droste zu Hülshoff, war der jüngere Sohn des Komponisten Maximilian-Friedrich von Droste zu Hülshoff (1764–1840) und seiner Frau Bernardine Engelen (1769–1827). Er gehörte der 20. Generation seiner Familie an. Sein älterer Bruder Joseph war Augenarzt und war zeitweilig Besitzer von Haus Alst. Er war ein Vetter der Dichterin Annette von Droste-Hülshoff, die mit ihm sehr verbunden war, die Familie mehrmals in Bonn in der Voigtsgasse (heute Konviktsstraße 2a) besuchte und ihm ein Gedicht als Nachruf widmete. Er besuchte vom Herbst 1804 an das Gymnasium Paulinum in Münster und studierte seit 1809 an der Universität Münster Philosophie, Theologie und Jura. Dort begegnete er seinem verehrten Lehrer und Freund Georg Hermes. Er war hochmusikalisch und ein begabter Klavierspieler. Er heiratete 1823 Pauline von und zur Mühlen aus Schloss Merlsheim, (* 15. August 1797; † 25. Juli 1871). Sie hatten eine Tochter Elisabeth (* 11. April 1827 in Bonn; † 8. Februar 1891 ebendort), die unverheiratet blieb. Bei einem Kuraufenthalt in Wiesbaden starb Clemens-August Droste zu Hülshoff, erst 39-jährig, plötzlich am 13. August 1832. Ursprünglich dort bestattet, wurde er später in einem Familiengrab auf dem Alten Friedhof in Bonn beigesetzt, das noch besteht.

## Wirken
Von 1814 bis 1820 war Clemens-August Droste zu Hülshoff Lehrer am Gymnasium Paulinum in Münster. Auf Vermittlung seines Förderers Ferdinand August von Spiegel erhielt er ab 1817 ein Stipendium zu zweijährigen philologischen und juristischen Studien in Berlin. Das Jurastudium schloss er 1820 mit der Promotion ab. 
Nach einem fast zwölfmonatigen Studium der kirchlichen Verhältnisse in Wien und München im Auftrag des preußischen Kultusministeriums habilitierte er sich auf dessen Aufforderung 1822 an der juristischen Fakultät der Universität Bonn und wurde dort 1825 ordentlicher Professor. 
Seine Tätigkeit umfasste das Natur-, Kirchen- und Kriminalrecht, aber auch das Prozess- und das Staatsrecht. Ohne dass er je Dekan war, wurde er für die Jahre 1829/30 und im Sommersemester 1831 Rektor der Universität. Ein berühmter Vorgänger in dieser Funktion war vier Jahre zuvor August Wilhelm Schlegel gewesen.
Nach dem Tode von Georg Hermes wurde er in den Kölner Wirren der „schlagfertige literarische Statthalter des Hermesianismus“, v. a. in der von ihm mitbegründeten Zeitschrift für Philosophie und katholische Theologie.

## Würdigungen
Heinrich Schrörs urteilt über ihn: 

„Der westfälische Freiherr, aus dem Uradel des Münsterlandes stammend, war von Hause aus Philosoph und Theologe, und zwar ganz nach dem Schnitte seines Lehrers Hermes, dem er wissenschaftlich und persönlich näher stand als irgendein anderer. Aber er war diesem unvergleichlich überlegen nicht nur durch das ausgebreitete Wissen, das die verschiedensten Zweige der Jurisprudenz umfasste, sondern auch durch die Weite und Höhe einer einheitlich sich zusammenschließenden Allgemeinbildung und die lebendige und geistreiche Handhabung des geschriebenen Wortes.“

Erik Wolf schreibt über ihn: 

„Durch geistvolle Verknüpfung historisch-dogmatischer und metaphysisch-spekulativer Methode, charaktervolle Festigkeit im Grundsätzlichen, klare Begriffsbildung und gepflegten Stil ausgezeichnet, gehören seine Werke zu den besten Leistungen der deutschen Rechtsphilosophie im Anfang des 19. Jahrhunderts.“

Alexander Hollerbach betont: 

„Allerdings, wäre man seiner Naturrechtslehre im deutschen Katholizismus gefolgt, so hätte vermutlich auch der liberale Flügel des politischen Katholizismus seine rechtsphilosophische Basis gehabt und eine auch theoretisch-positive Zuwendung zum Gedanken des Verfassungsstaates mit Grundrechtsgewährleistungen finden können.“

## Werke
- De juris austriaci et communis canonici circa matrimonii impedimenta discrimine, Bonn 1822.
- Über das Naturrecht als eine Quelle des Kirchenrechts, Bonn 1822.
- Lehrbuch des Naturrechts oder der Rechtsphilosophie, Bonn 1823. (Digitalisierte Ausgabe der Universitäts- und Landesbibliothek Düsseldorf)
- Rechtsphilosophische Abhandlungen, Bonn 1824.
- De Aristoteles justitia universali et particulari, deque nexu quo ethica et jurisprudentia junctae sunt, Bonn 1826.
- Einleitung in das gemeine deutsche Kriminalrecht, Bonn 1826.
- Rechtfertigung des von der Bonner Juristenfakultät in der Sache des Städelschen Kunstinstitutes zu Frankfurt a.M. erlassenen Urtheils, Bonn 1827.
- Grundsätze des gemeinen Kirchenrechts der Katholiken und Evangelischen, wie sie in Deutschland gelten, Münster 1828–33.
- Beleuchtung I. der „Urphilosophie, den Sistemen der Dogmatiken, Kant's, Jacobi's, vorzüglich dem Nothwendigkeitssisteme von Georg Hermes gegenüber angedeutet“ von A. von Sieger. Düsseldorf bei Joh. Heinrich Christ. Schreiner 1831. + II. der Anpreisung derselben in der Zeitschrift „der Katholik“ vom J. 1831 + III. und der „Haupt-Momente der hermessischen Philosophie. Oder Beleuchtung der philosophischen Einleitung in die christkatholische Theologie von Georg Hermes. Ein Versuch“ von Johann Hast. Münster 1832. in der Theissing'schen Buchhandlung, Bonn 1832.
- Fragen an alle catholischen Theologen Deutschlands in Betreff des Hermesianismus u.s.w., beantwortet von D.v.H., Bonn 1832.
- Beiwagen zur Bonner Zeitschrift für Philosophie und catholische Theologie, Bonn 1832.